# Carlos Alarcón
Carlos Alarcón Castro (Talca, 1950) es un arquitecto y político chileno, independiente de derecha. Fue alcalde y concejal de Peñalolén en tres periodos no consecutivos.

## Biografía
Realizó sus estudios en el Liceo de Hombres de Talca, actualmente Liceo Abate Molina, y posteriormente estudió arquitectura en la Pontificia Universidad Católica de Chile.  
Reemplazó a María Angélica Cristi, alcaldesa designada por Augusto Pinochet. Luego fue designado alcalde de Peñalolén en 1989, cargo que mantuvo hasta 1992. Fue elegido concejal por esa comuna en 1992, y en 1996 se repostuló a la elección municipal logrando ser electo alcalde de Peñalolén para un segundo periodo (1996-2000). Fue reelecto en el cargo para el periodo 2000-2004. En 2004 postuló nuevamente no siendo reelecto, quedando en segundo lugar tras Claudio Orrego. 
Durante 2013 buscó competir como candidato de la UDI a diputado por el distrito 24 (La Reina y Peñalolén), contando con el respaldo de la entonces diputada por la zona, María Angélica Cristi. Sin embargo, finalmente el comité electoral del partido decidió declinar su opción en favor de la de José Antonio Kast.
En 2016 fue elegido como concejal por la comuna de Peñalolén, cargo que asumió hasta el fin del periodo en junio de 2021. Se postuló para alcalde nuevamente en las elecciones de 2021, quedando en tercer lugar tras la alcaldesa en el cargo Carolina Leitao (PDC) y el periodista Miguel Concha (RD). Intentaría nuevamente en 2024, esta vez como independiente por el Partido Social Cristiano, quedando otra vez en el tercer lugar tras Concha (quien resultó electo) y la candidata de Chile Vamos Claudia Mora (RN).